# Pöyssy
Pöyssy är en ö i Finland. Den ligger i sjön Koljonselkä och i kommunen Jämsä i landskapet Mellersta Finland, i den södra delen av landet, 170 km norr om huvudstaden Helsingfors. Öns area är 3,8 hektar och dess största längd är 340 meter i nord-sydlig riktning.